# Рохас, Иван
Иван Андрес Рохас Васкес (исп. Iván Andrés Rojas Vásquez; род. 24 июля 1997 года, Эль-Эспиналь, Колумбия) — колумбийский футболист, полузащитник клуба «Санта-Фе».

## Клубная карьера
Рохас — воспитанник клуба «Энвигадо». 20 марта 2016 года в матче против «Рионегро Агилас» он дебютировал в Кубке Мустанга. 3 июля в поединке против «Ла Экидад» Иван забил свой первый гол за «Энвигадо».